# Eperua glabriflora
Espèce
Classification phylogénétique
Eperua glabriflora est une espèce de plantes à fleurs de la famille des Fabaceae.